# 茨木神社
茨木神社（いばらきじんじゃ）は、大阪府茨木市にある神社。旧社格は郷社。境内には式内社の天石門別神社も鎮座する。

## 祭神
- 主祭神 - 建速素戔嗚尊
- 配祀神 - 誉田別命、天児屋根命

## 歴史
社伝では、大同2年（807年）に坂上田村麻呂が荊切の里（地名「茨木」の由来で現在の宮元町付近という）を作った際、今は奥宮となっている天石門別神社が創建されたのに始まると伝えられる。当時は、現在の茨木市宮元町に鎮座していた。天石門別神社の名は、「延喜式神名帳」にも見える。楠木正成が茨木城を築くに当たって現在の位置へ遷座したとも、室町時代後期に移ったともいわれるが、現在地に移った際に天石門別大神を祀る本殿に素戔嗚尊と春日大神の二神を相殿として祀ると、他にも八幡大神を別の社を建立して祀っている。以後代々城主の崇敬を受けたという。
戦国時代に茨木城主であった中川清秀も当社への崇敬の念が篤く、当社への狼藉を厳しく禁止する禁制の高礼を掲げるとともに、天正8年（1580年）には神領として13石を寄進している。
高槻城主の高山右近はキリスト教を保護し、一方で近隣の寺社の破壊を行っていた。そんな時に織田信長により天照大御神、春日大神（天児屋根命）、八幡大神（誉田別命）それに信長自身の産土神であるという牛頭天王（素戔嗚尊）を祀る諸社は焼いてはならないとする命令が出されたため、当社は天石門別神社という社名を隠し「牛頭天王社」と号して右近による焼き討ちを免れたという（も参照のこと）。
元和8年（1622年）には牛頭天王（素戔嗚尊）、春日大神（天児屋根命）、八幡大神（誉田別命）を祀る社殿を新たに築いて本殿とし、従来の天石門別神社を奥宮としている。
1872年（明治5年）には郷社に列せられたが、氏子による天石門別神社への社格授与嘆願運動が起こると、1879年（明治12年）に天石門別神社も郷社に列することとなった。これにより一境内に郷社が二社もあるという全国にも珍しい神社となった。翌1880年（明治13年）には幣殿と拝殿が建立されたが、2022年（令和4年）に新しい建物に建て替えられた。

## 境内
- 本殿 - 元和8年（1622年）建立。2022年（令和4年）修復。
- 幣殿 - 2022年（令和4年）再建。以前の建物は老朽化のために解体された。
- 拝殿 - 2022年（令和4年）再建。以前の建物は老朽化のために解体された。
- 梅園 - 平成の御大典事業の一つとして1991年（平成3年）に紅梅・白梅等約50本が植えられて造園された。
- 黒井の清水 - 赤井の清水・青井の清水とともに古くから摂津国嶋下郡三名水の一つとされている。豊臣秀吉の茶の湯にも供されたという。
- 参拝者休憩所（牟波良岐舎（ムハラキシャ）） - 2011年（平成23年）2月築。
- 東門 - 元和3年（1617年）の茨木城廃城に伴い、その搦手門を貰い受けて移築したもの。
- 参集殿 - 1991年（平成3年）建立。1階は社務所と神輿庫、2階は参集室となっている。
- 儀式殿 - 1966年（昭和41年）建立。1階は斎館、2階は結婚式場となっている。

### 摂末社
- 天石門別神社（奥宮） - 祭神：天手力男命（天石門別大神）。配祀神：天宇受売命、豊国神、東照神。当社の元宮であり延喜式内社である。1879年（明治12年）に郷社に列する。1974年（昭和49年）に氏子崇敬者によって神明造の社殿に改築された。
- 皇大神宮 - 祭神：天照大御神
- 稲荷神社 - 祭神：宇迦御魂命、猿田彦命。1924年（大正13年）に移設。
- 愛宕神社 - 祭神：火産霊命
- 天満宮 - 祭神：菅原道真公
- 主原神社 - 祭神：天児屋根命、応神天皇
- 多賀神社 - 祭神：伊射那岐命。1908年（明治41年）に下中条村より移設。
- 皇太神社 - 祭神：天照大御神
- 事平神社 - 祭神：大物主神、崇徳天皇、金山彦命
- 厳島神社 - 祭神：市杵島姫命
- 恵美須神社 - 祭神：事代主命、大国主命。商家から移設。

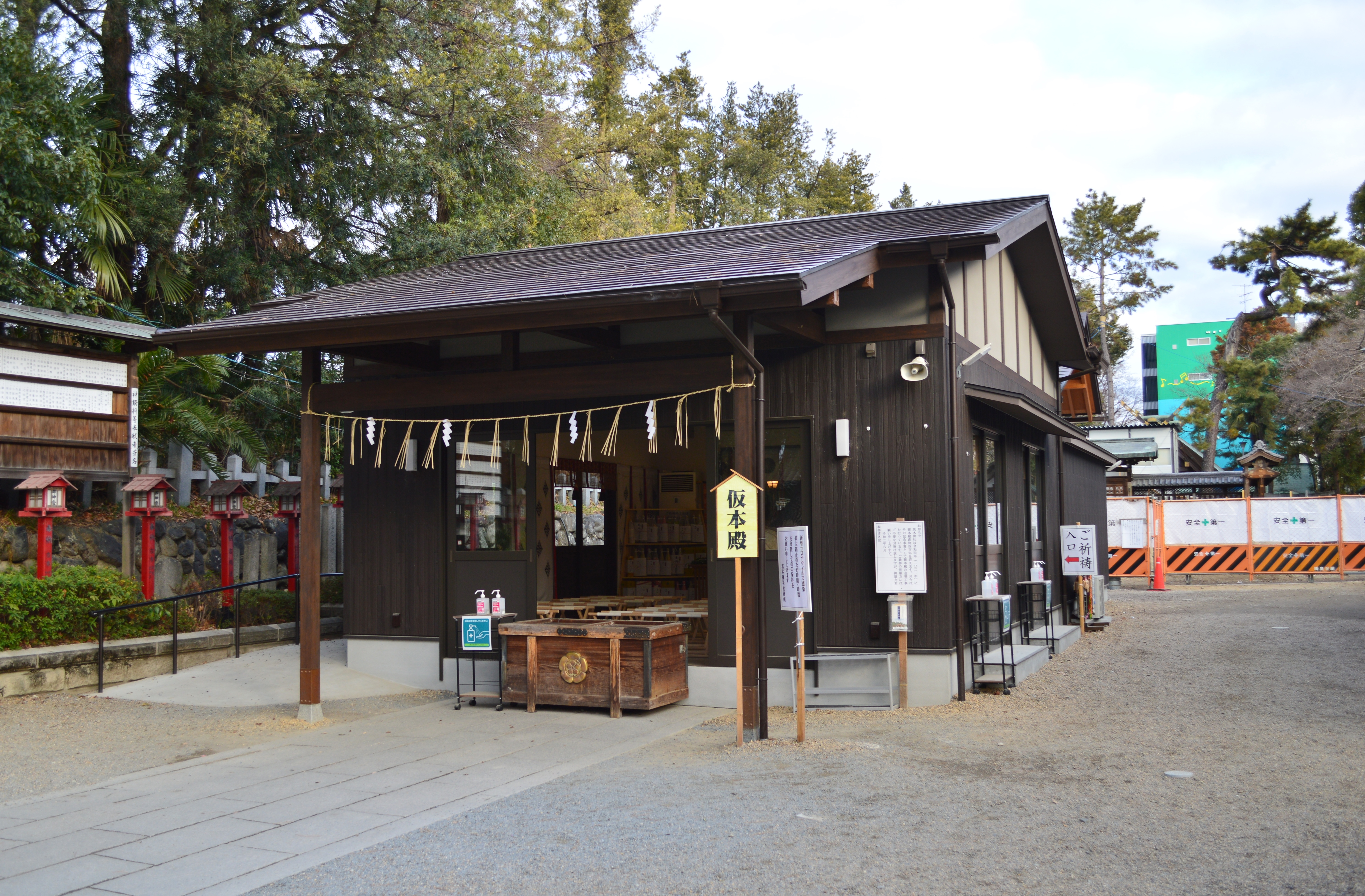
仮本殿（2021年時点）
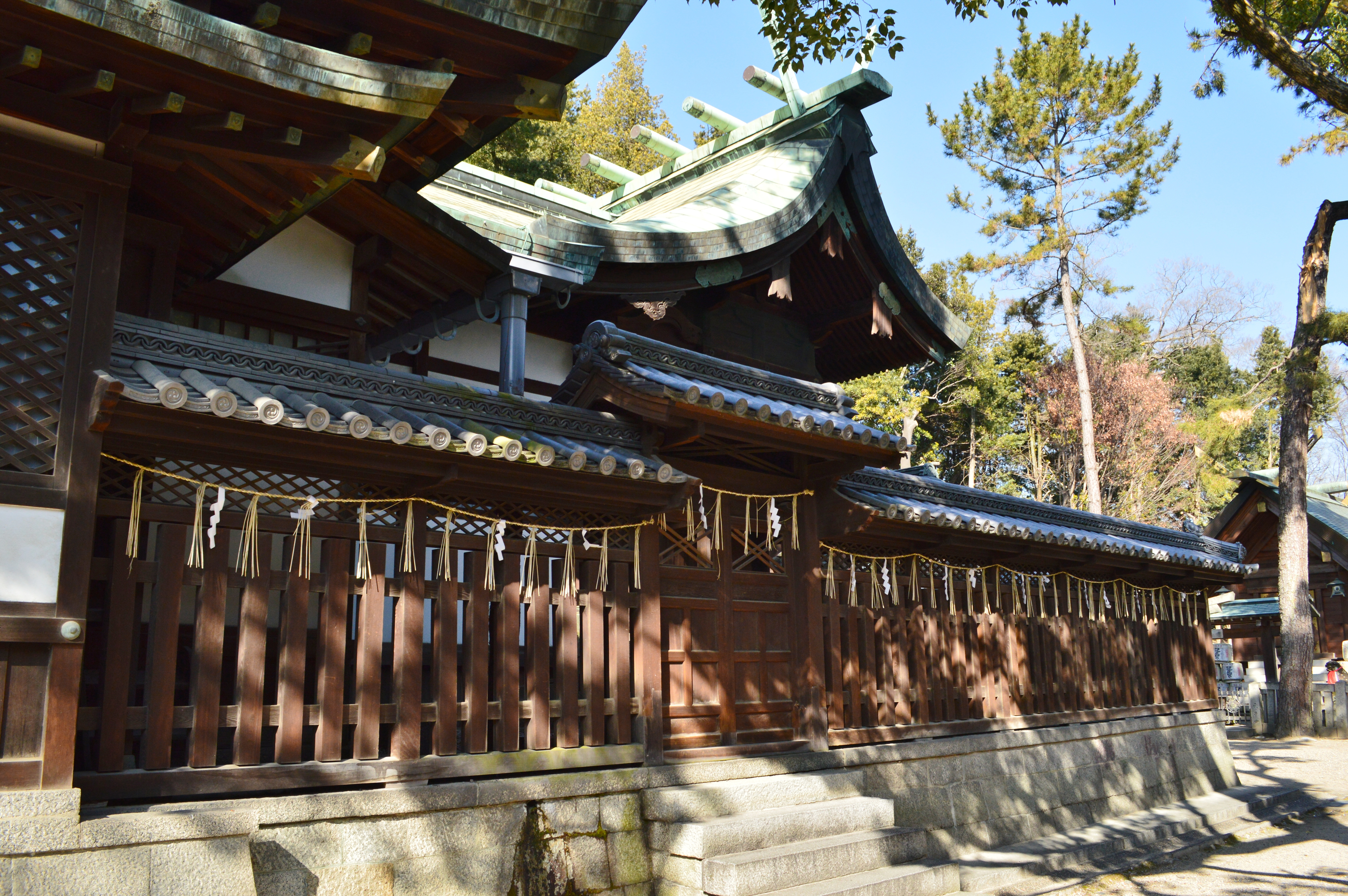
本殿（2018年時点）
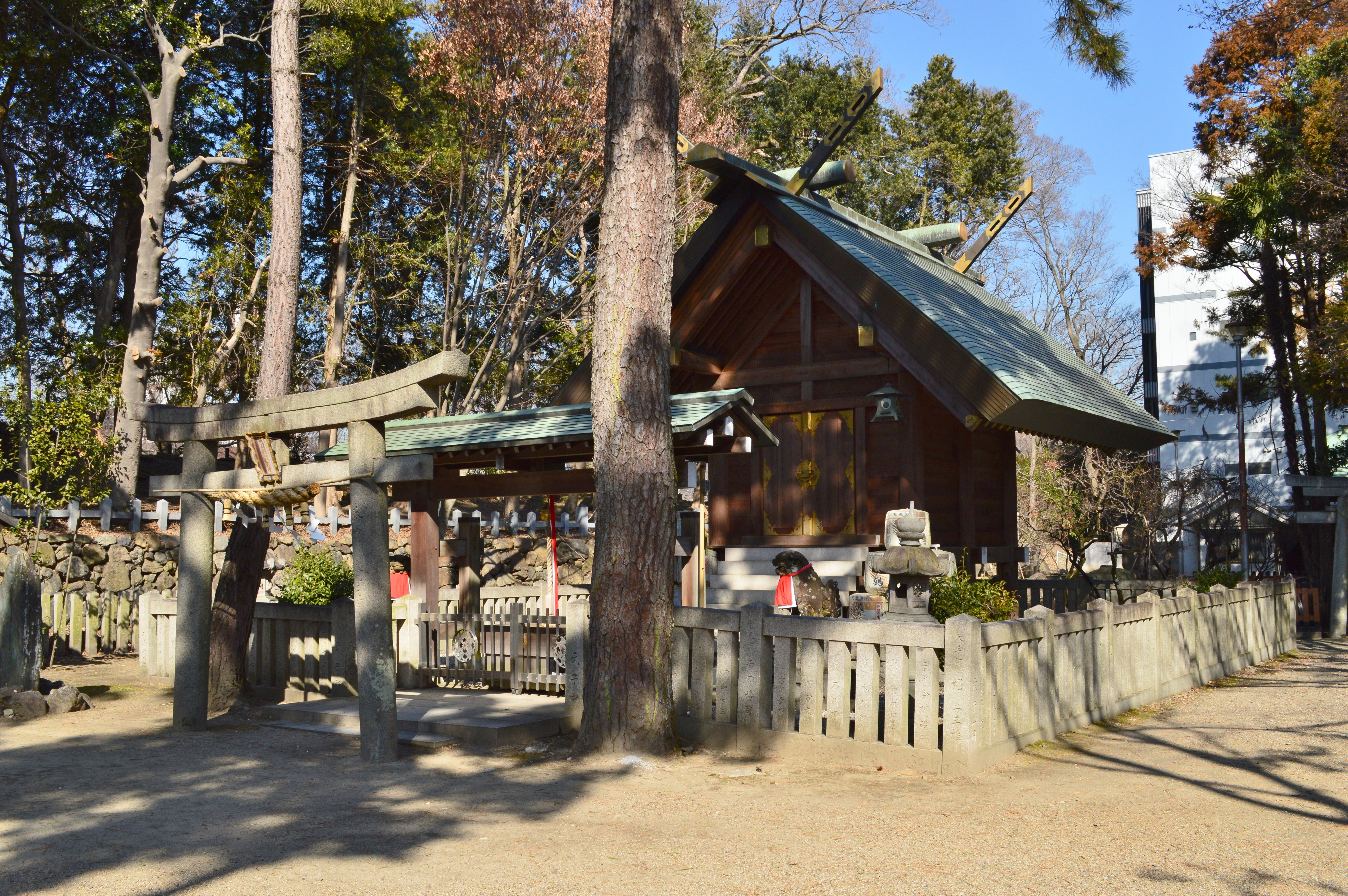
天石門別神社（式内社）
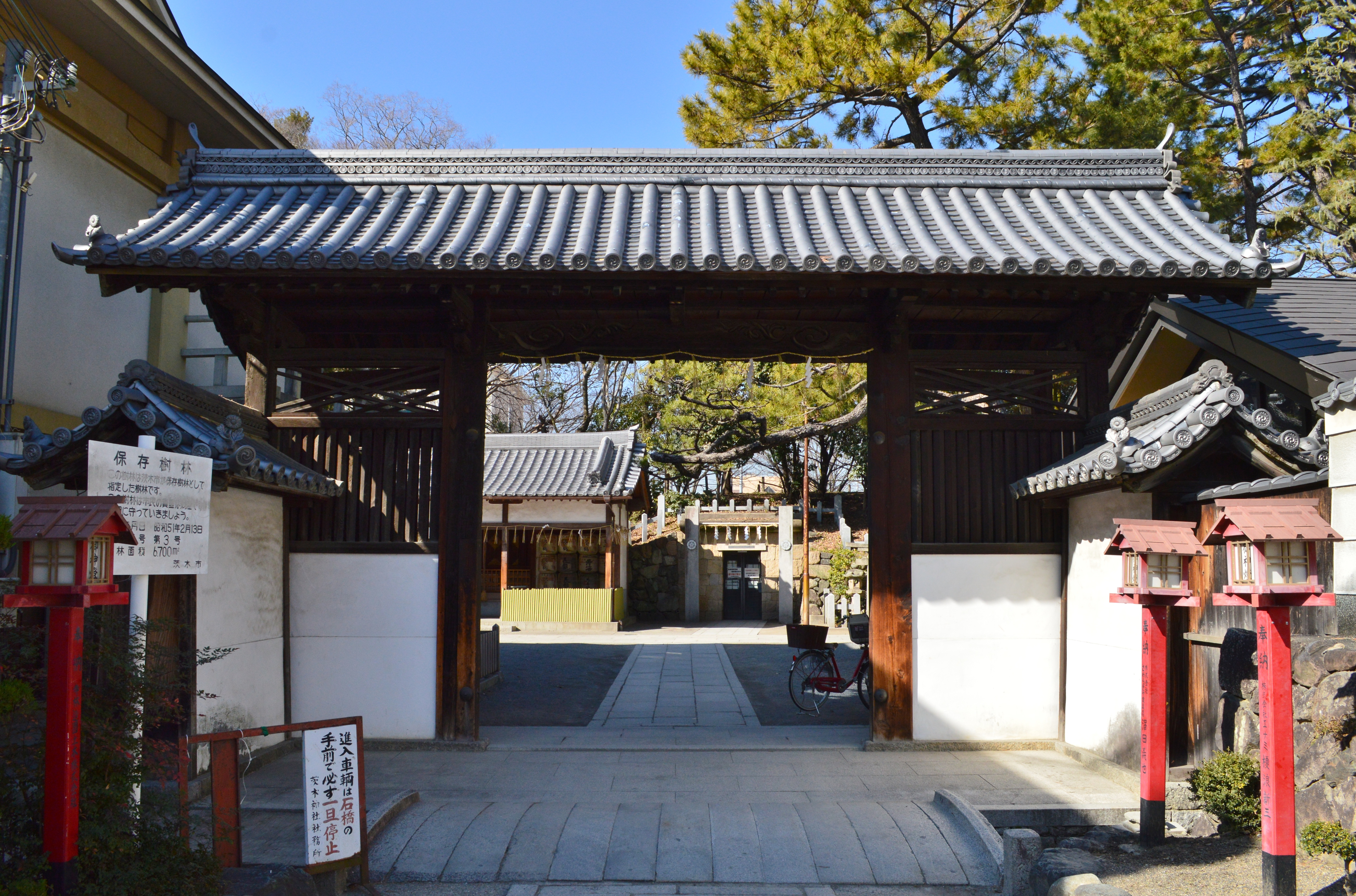
東門（旧茨木城搦手門）
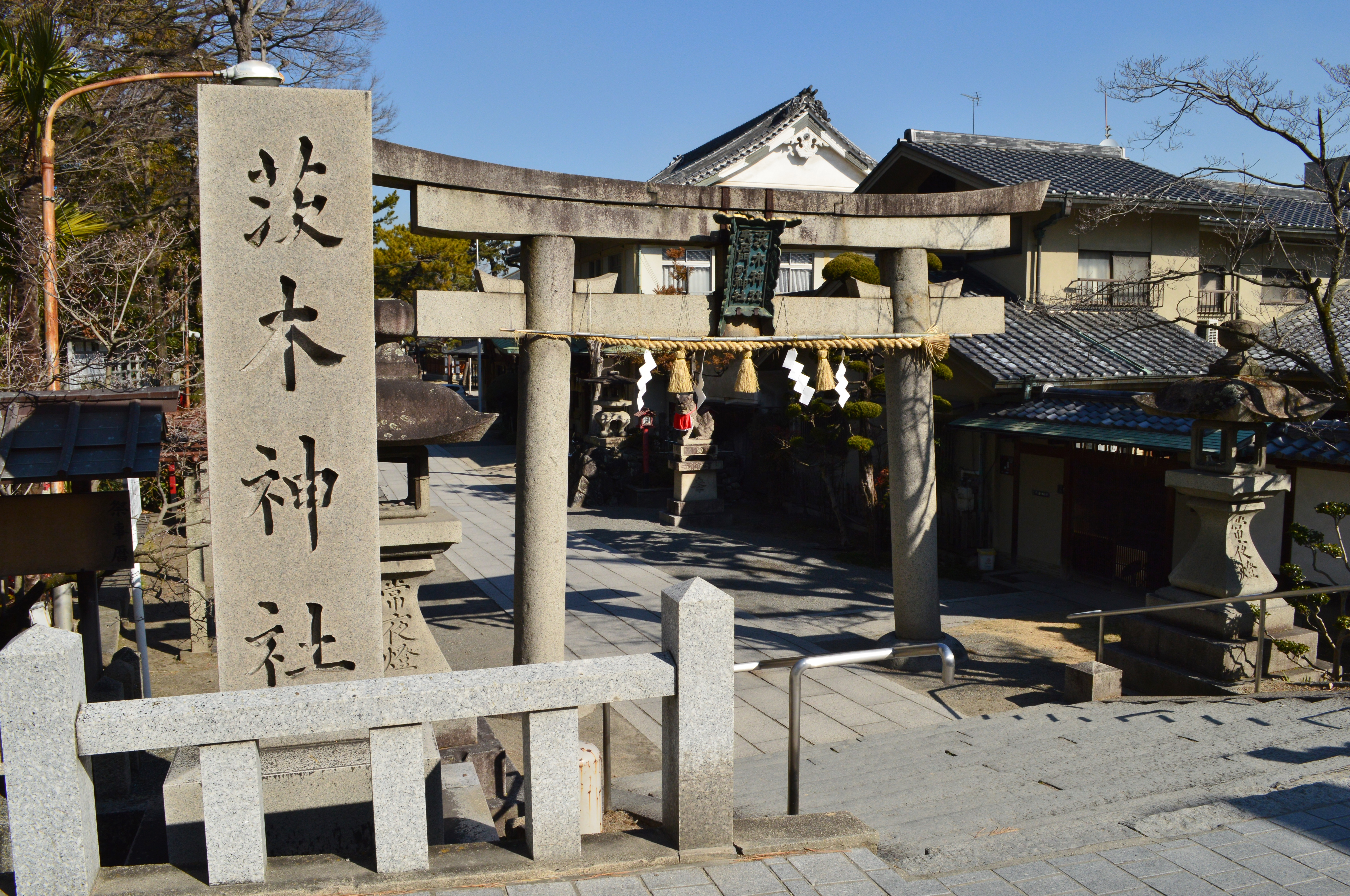
正面鳥居
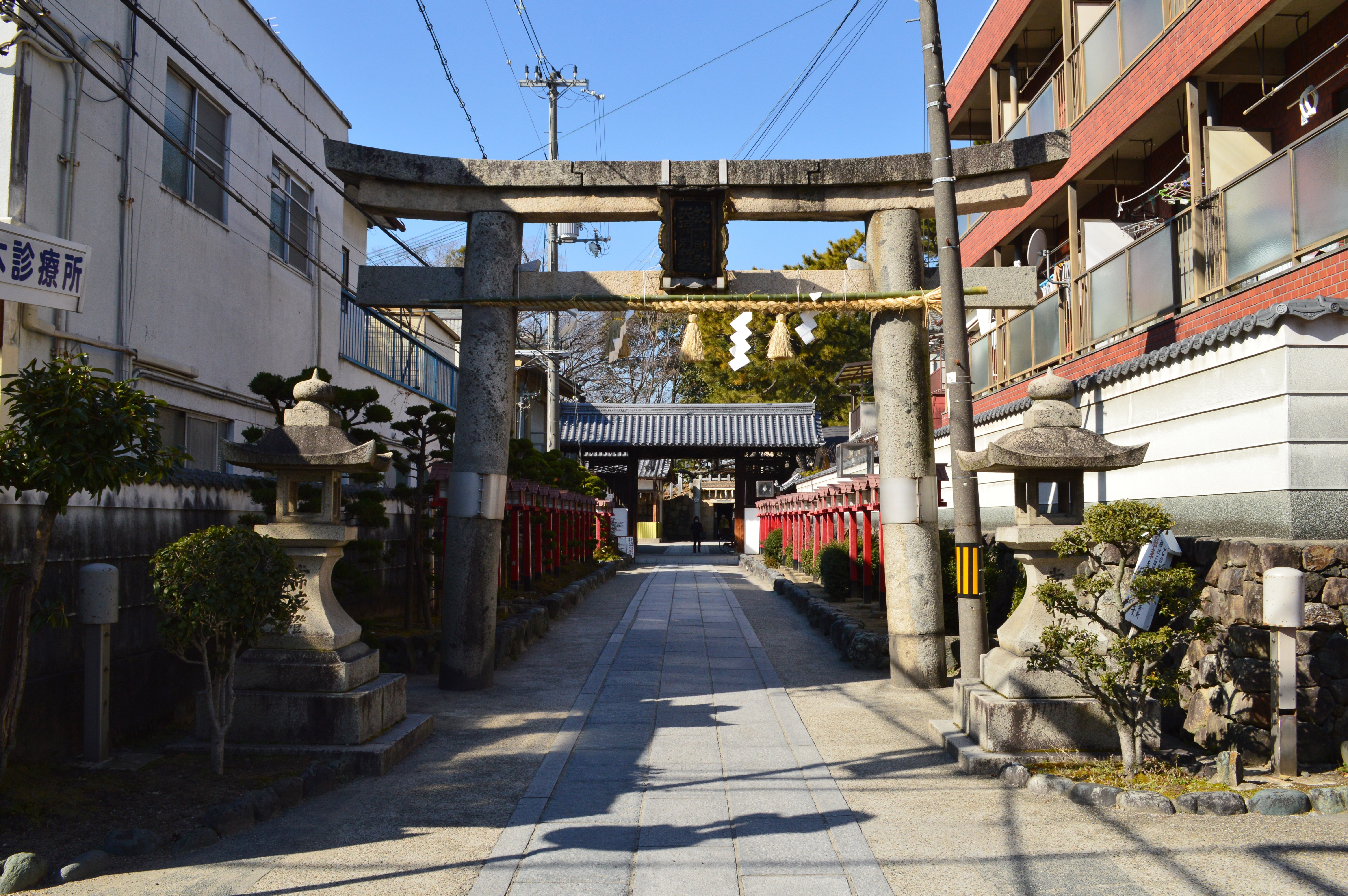
東鳥居

## 主な神事
- 1月1日 歳旦祭
- 1月9日～11日 十日戎祭
- 2月11日 紀元祭
- 4月8日 人形奉焼祭
- 4月18日 祈年祭
- 6月30日 大祓
- 7月13日～14日 夏祭
- 10月10日 例大祭
- 11月23日 新嘗祭
- 12月31日 大祓

## 交通アクセス
- 東海道本線（JR京都線）茨木駅から東へ700m。
- 阪急電鉄京都線茨木市駅から西へ600m。

交叉点の斜向かいに茨木市役所があるので、目印になる。